# Rualena simplex
Rualena simplex är en spindelart som först beskrevs av F. O. Pickard-Cambridge 1902.  Rualena simplex ingår i släktet Rualena och familjen trattspindlar.
Artens utbredningsområde är Guatemala. Inga underarter finns listade i Catalogue of Life.